# Saeima
Die Saeima [ˈsɑ.ɛimɑ] ist das Parlament der Republik Lettland. Sie besteht aus einer Kammer mit 100 Sitzen.
Die Mitglieder der Saeima werden in freier Verhältniswahl ermittelt. Parteien, die mindestens 5 % der abgegebenen Stimmen erringen, ziehen in die Saeima ein. Wahlen zur Saeima werden alle vier Jahre, jeweils am ersten Sonnabend im Oktober, durchgeführt. Abweichend davon fand die Wahl 2011 aufgrund eines Volksentscheids am 17. September 2011 statt. Den Vorsitz im Parlament hat der Präsident der Saeima (Saeimas priekšsēdētājs).

## Funktion
Die Hauptaufgabe des Parlaments ist die Verabschiedung von Gesetzen. Sie können vom Staatspräsidenten, dem Ministerkabinett, den Parlamentsausschüssen, einer Gruppe von 5 Abgeordneten oder von mindestens 10 % der wahlberechtigten Bürger eingereicht werden. Auch die Verfassung Lettlands kann vom Parlament geändert werden. Daneben verabschiedet die Saeima den Staatshaushalt, kontrolliert das Ministerkabinett und hat das Recht, den Staatspräsidenten zu wählen.

## Zusammensetzung
Nach der Parlamentswahl am 1. Oktober 2022 konstituierte sich die 14. Saeima:
| Fraktion | Fraktion | Ausrichtung | Vorsitz | Sitze |
| -------- | --- | --- | --- | ----- |
|          | Frakcija Jaunā Vienotība (JV) Neue Einigkeit                                                                                            | liberal-konservativ | Edmunds Jurēvics | 25    |
|          | Zaļo un Zemnieku savienība frakcija (ZZS) Bündnis der Grünen und Bauern                                                                 | agrarisch | Harijs Rokpelnis | 16    |
|          | Frakcija Apvienotais saraksts – Latvijas Zaļā partija, Latvijas Reģionu Apvienība, Liepājas partija (AS) Vereinte Liste                 | grün-konservativ | Edgars Tavars | 13    |
|          | Frakcija Nacionālā apvienība (NA) Nationale Allianz                                                                                     | nationalkonservativ | Raivis Dzintars | 12    |
|          | Stabilitātei! (S!) Stabilität | populistisch, pro-russisch | Aleksejs Rosļikovs | 10    |
|          | Frakcija Latvija pirmajā vietā (LPV) Lettland zuerst                                                                                    | nationalistisch, populistisch | Ainārs Šlesers | 8     |
|          | Frakcija Progresīvie (P) Die Progressiven                                                                                               | progressiv, sozialdemokratisch, grüne Politik                                                                                           | Andris Šuvajevs | 9     |
|          | Oļegs Burovs, Igors Rajevs, Andrejs Ceļapīters, Viktorija Pleškāne, Aleksandrs Kiršteins, Edgars Zelderis und Didzis Šmits fraktionslos | Oļegs Burovs, Igors Rajevs, Andrejs Ceļapīters, Viktorija Pleškāne, Aleksandrs Kiršteins, Edgars Zelderis und Didzis Šmits fraktionslos | Oļegs Burovs, Igors Rajevs, Andrejs Ceļapīters, Viktorija Pleškāne, Aleksandrs Kiršteins, Edgars Zelderis und Didzis Šmits fraktionslos | 7     |
| Gesamt   | Gesamt | Gesamt | Gesamt | 100   |

Glorija Grevcova verließ im März 2023 die Partei und Fraktionsgemeinschaft der Stabilitātei!, womit diese nur noch über zehn Abgeordnete verfügte. Da sich eine Zusammenarbeit der Latvija pirmajā vietā (LPV) mit der Stabilitātei! abzeichnete, beendete Oļegs Burovs am 19. Juni 2023 seine Mitgliedschaft in Partei und Fraktion der LPV. In der Folgezeit begann er mit der Zaļo un Zemnieku savienība zusammenzuarbeiten und unterstützt somit, seit dem Regierungswechsel am 15. September 2023 (siehe Kabinett Siliņa), das Regierungslager. Im Zusammenhang mit diesem Regierungswechsel beendete Igors Rajevs seine Zusammenarbeit mit dem Parteibündnis Apvienotais saraksts (AS) und sitzt seitdem ebenfalls als fraktionsloser Abgeordneter im Parlament. Aufgrund von Unstimmigkeiten schloss die Fraktion der Jaunā Vienotība Andrejs Ceļapīters im November 2023 aus ihren Reihen aus. Im Januar 2024 wurden Viktorija Pleškāne (Stabilitātei!) und Aleksandrs Kiršteins (Nacionālā apvienība) von ihren jeweiligen Fraktionen ausgeschlossen. Nachdem im Februar 2024 das Verfahren gegen Gloria Grevcova wegen Abgabe falscher Angaben gegenüber der Wahlkommission beendet worden war, wurde diese aus dem Parlament ausgeschlossen. Ihr Nachrücker Amils Saļimovs wurde von der Fraktion der Stabilitātei!, auf deren Wahlliste Grevcova und er angetreten waren, aufgenommen, die damit wieder über zehn Abgeordnete verfügt. Am 19. Juni 2024 wurde Edgars Zelderis aus der Fraktion der Progressiven ausgeschlossen. Dadurch verfügt die Koalition nur noch durch die Unterstützung von Olegs Burovs und Igors Rajevs über eine Parlamentsmehrheit. Im Februar 2025 wurde bekannt, dass Didzis Šmits die AS-Fraktionsgemeinschaft verlässt, obgleich er Mitglied der Grünen Partei Lettlands bleibt und man weiter mit ihm zusammen arbeitet.

## Gebäude

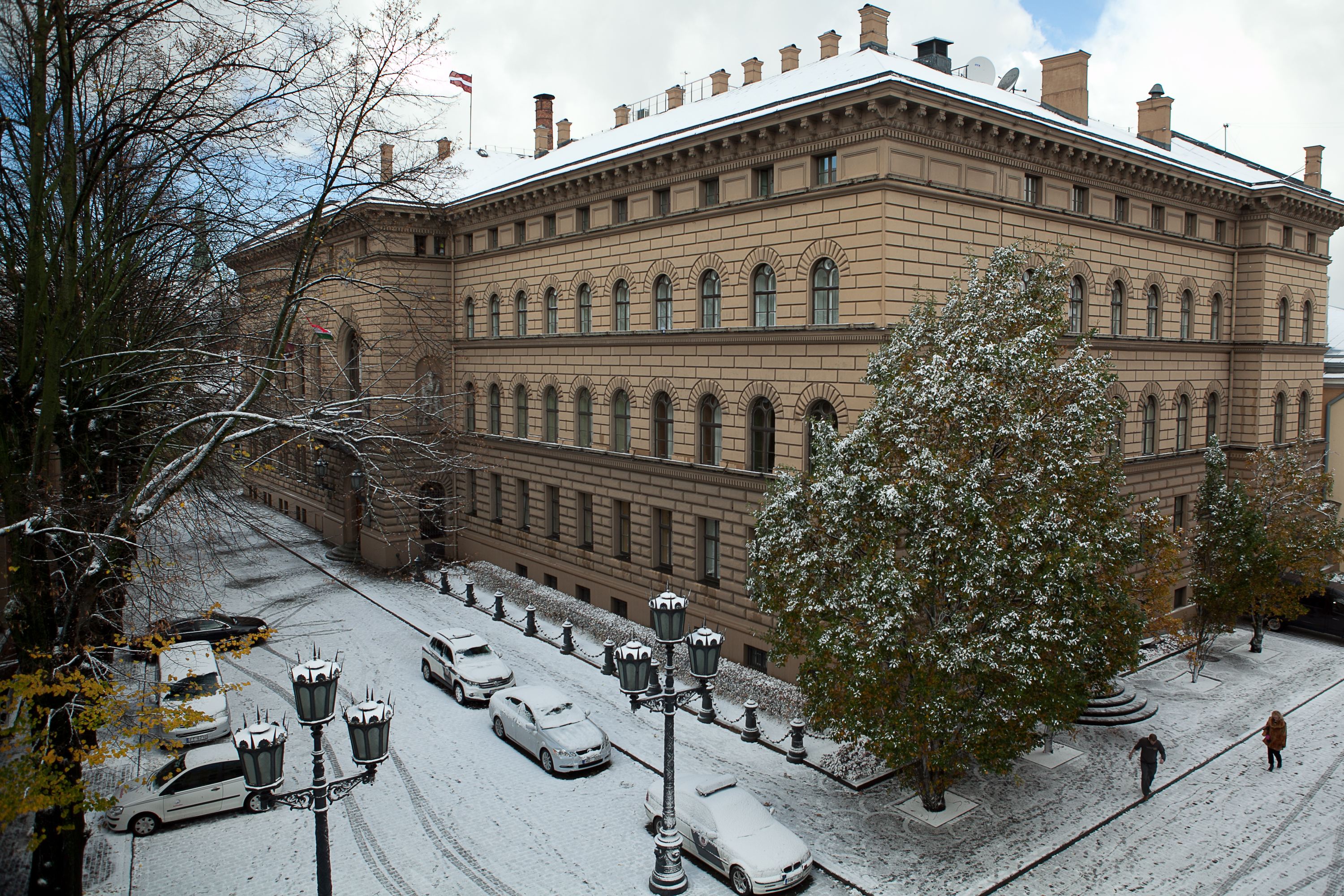
Haus der Livländischen Ritterschaft, auch Neues Ritterhaus genannt, Sitz der Saeima

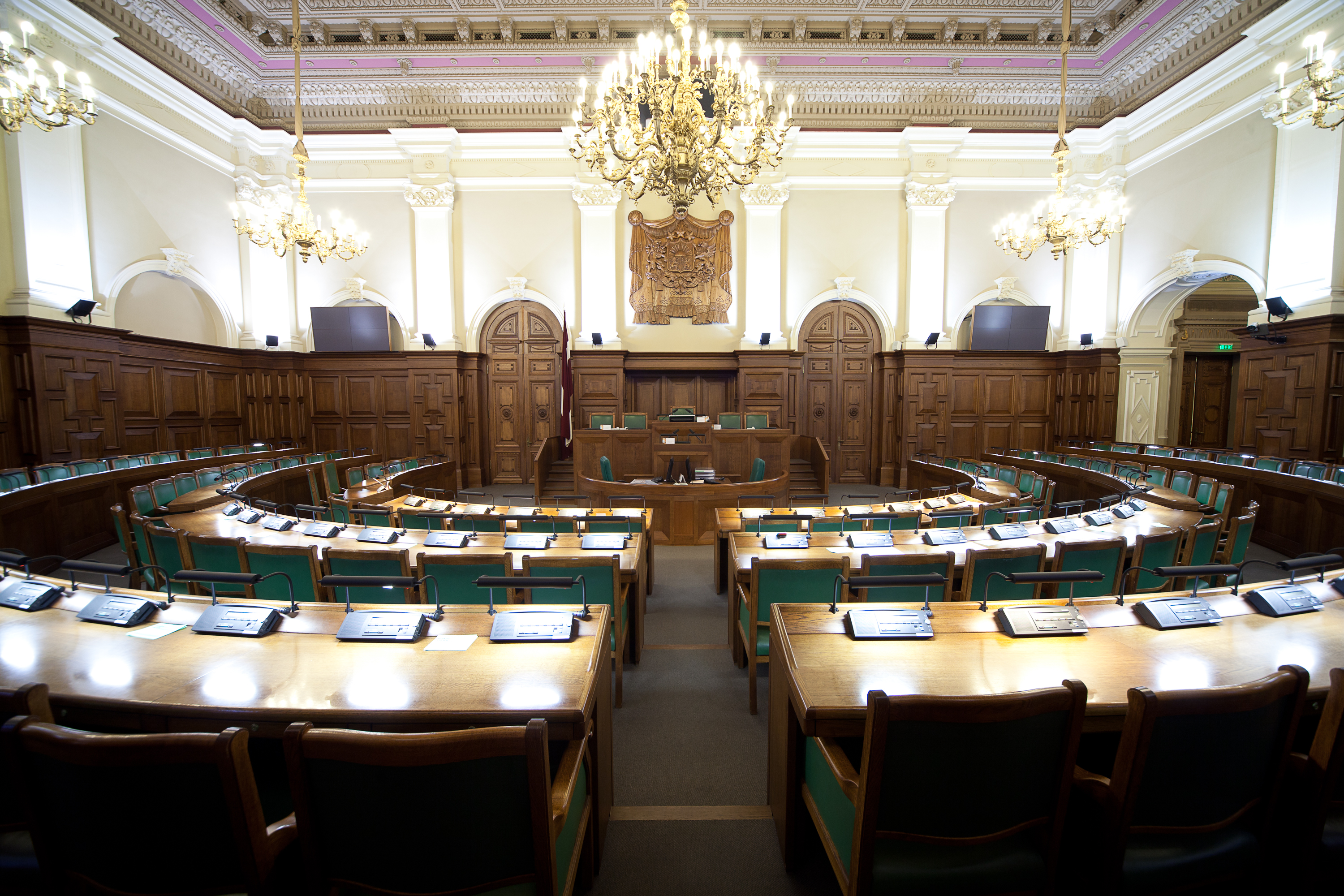
Plenarsaal der Saeima

Das Haupt- und Sitzungsgebäude des lettischen Parlaments befindet sich in der Altstadt von Riga, in der Jēkaba ielā 11. Auf der gegenüberliegenden Straßenseite liegen drei weitere Gebäude, die von den Parlamentsfraktionen und -ausschüssen genutzt werden. Alle diese Bauten dienten ursprünglich anderen Zwecken und wurden der neuen Nutzung angepasst. Das Hauptgebäude war in den Jahren 1863 bis 1867 nach Plänen von Robert Pflug und Jānis Frīdrihs Baumanis als Neubau des Sitzes und Tagungsortes der Livländischen Ritterschaft errichtet worden. 1903 wurde dieses Haus der Livländischen Ritterschaft – zuweilen auch „Neue Ritterschaft“ genannt – nach Plänen von Wilhelm Neumann erweitert und 1923 nach Plänen von Eugen Laube für die Erfordernisse des im Vorjahr erstmals zusammengetretenen lettischen Parlamentes (1. Saeima) umgebaut. Während der deutschen Besetzung Rigas von 1941 bis 1944 war das Parlamentsgebäude für den Stab der Sicherheitspolizei und des Sicherheitsdienstes der SS Reichskommissariats Ostland beschlagnahmt.

## Vorherige Wahlen zur Saeima

### Saeima von 1920 bis 1934
Am 18. November 1918 erklärte der lettische Volksrat als Übergangsparlament die Republik Lettland für unabhängig. Die Truppen der Gegenregierung der Lettischen Sozialistischen Räterepublik wurden bis zum Januar 1920 vom lettischen Staatsgebiet vertrieben. Im Frieden von Riga erkannte auch die Sowjetunion die Unabhängigkeit Lettlands an. Eine aus 150 Abgeordneten bestehende verfassunggebende Versammlung löste den Volksrat als Parlament ab. Die vorläufige Verfassung vom 1. Juni 1920 regelte die Bildung eines Ein-Kammern-Parlamentes, der Saeima. Die Saeima bestand aus 100 Abgeordneten, die in fünf Wahlkreisen gewählt wurden. Das Mindestalter für die Wählbarkeit lag bei 21 Jahren. Die 5 Wahlkreise waren: Riga, Vidzeme, Kurzeme, Zemgale und Latgale.
Parlamentswahlen fanden 5-mal statt:
- Wahl zur verfassungsgebenden Versammlung am 17. und 18. April 1920 (150 Abgeordnete).
- Wahl zur 1. Saeima am 7. und 8. Oktober 1922
- Wahl zur 2. Saeima am 3. und 4. Oktober 1925
- Wahl zur 3. Saeima am 6. und 7. Oktober 1928
- Wahl zur 4. Saeima am 3. und 4. Oktober 1931

Die Saeima wurde nach dem Staatsstreich vom 15. Mai 1934 von Kārlis Ulmanis aufgelöst, die Parteien wurden verboten. Nach der Besetzung Lettlands durch die Sowjetunion wurden am 14. und 15. Juli 1940 unfreie Wahlen zu einem Tautas Saeima genannten Übergangsparlament durchgeführt. Einzige Wahlmöglichkeit war ein „Volksblock“, der offiziell 97,6 % der Stimmen erhielt.

### Wahlen seit der Wiederherstellung der Unabhängigkeit 1991
Der am 18. März 1990 letztmals gewählte Oberste Sowjet der Lettischen Sozialistischen Sowjetrepublik (200 Abgeordnete) konstituierte sich als Oberster Rat der Republik Lettland, das heißt als vorläufiges Parlament. Dessen Legislaturperiode endete mit der Wahl der regulären 5. Saeima 1993.
- Wahl zur 5. Saeima am 5. und 6. Juni 1993
- Wahl zur 6. Saeima am 30. September und 1. Oktober 1995
- Wahl zur 7. Saeima am 3. Oktober 1998
- Wahl zur 8. Saeima am 5. Oktober 2002
- Wahl zur 9. Saeima am 7. Oktober 2006
- Wahl zur 10. Saeima am 2. Oktober 2010
- Wahl zur 11. Saeima am 17. September 2011
- Wahl zur 12. Saeima am 4. Oktober 2014
- Wahl zur 13. Saeima am 6. Oktober 2018
- Wahl zur 14. Saeima am 1. Oktober 2022

Seit 1998 wird die Saeima stets an einem Samstag gewählt.

## Bezeichnung
Die Bezeichnung des lettischen Parlaments – gebildet aus dem Präfix sa- „zusammen“ und eima „[sie] gehen“ (einer archaischen Form des Verbs iet „gehen“) – darf nicht verwechselt werden mit Seimas, dem litauischen Parlament, und Sejm, dem Unterhaus des polnischen Parlaments.